# Torneio de Montreux de 1949
O Torneio de Montreux de 1949  foi a 23ª edição do Torneio de Montreux.

## Resultados
|    | Equipe       | Pts | J | V | E | D | GM | GS | DG  |
| -- | ------------ | --- | - | - | - | - | -- | -- | --- |
| 1º | Portugal     | 14  | 5 | 4 | 1 | 0 | 34 | 13 | 21  |
| 2º | RCD Español  | 13  | 5 | 4 | 0 | 1 | 24 | 21 | 3   |
| 3º | Montreux HC  | 11  | 5 | 3 | 0 | 2 | 20 | 17 | 3   |
| 4º | US Triestina | 9   | 5 | 2 | 0 | 3 | 16 | 25 | -9  |
| 5º | Bélgica      | 8   | 5 | 1 | 1 | 3 | 13 | 19 | -6  |
| 6º | França       | 5   | 5 | 0 | 0 | 5 | 12 | 24 | -12 |

|              | Suíça | Itália | Portugal | Bélgica | Espanha | França |
| ------------ | ----- | ------ | -------- | ------- | ------- | ------ |
| Montreux HC  |       | 7-1    | 2-4      | 3-0     | 4-10    | 4-2    |
| US Triestina |       |        | 3-7      | 5-3     | 3-6     | 4-2    |
| Portugal     |       |        |          | 4-4     | 10-1    | 9-3    |
| Bélgica      |       |        |          |         | 2-4     | 4-3    |
| RCD Español  |       |        |          |         |         | 3-2    |
| França       |       |        |          |         |         |        |